# Little Girl
«Little Girl» es el tercer sencillo extraído del álbum debut de Sandra The Long Play, y consolidó el éxito que la cantante había logrado en Europa previamente con la canción «(I'll Never Be) Maria Magdalena». 
El sencillo fue producido y arreglado por Michael Cretu, la letra fue escrita por Klaus Hirschburger, y su música fue compuesta por Hubert Kemmler, Markus Löhr y Michael Cretu. La carátula del sencillo fue diseñada por Mike Schmidt (Ink Studios) y la fotografía fue tomada por Dieter Eikelpoth.
Michael Cretu fue el soporte vocal masculino para la voz de Sandra en la canción. El vídeo musical fue filmado enteramente en la localidad italiana de Venecia. En él se mostraba a Sandra paseando por las calles de la ciudad ambientada en las fiestas del carnaval y buscando a una niña que se le había aparecido repentinamente, y que estaba supuestamente muerta desde hacía mucho tiempo. 
Entró en el top 20 alemán el 13 de marzo de 1986, en donde permaneció durante cinco semanas, de las cuales tres estuvo en la posición número 14.

## Sencillo
- Sencillo 7"

A: «Little Girl» - 3:11
B: «Sisters and Brothers» - 3:23

## Posiciones
| País (1986)  | Puesto alcanzado |
| ------------ | ---------------- |
| Alemania     | 14               |
| Austria      | 27               |
| Bélgica (Fl) | 38               |
| Israel       | 2                |
| Italia       | 11               |
| Suiza        | 18               |